# 799
799 (DCCXCIX) je bilo navadno leto, ki se je po julijanskem koledarju začelo na torek.

## Dogodki
- 1. januar
- začetek Vikingških napadov na Francijo.